# Яхерсфонтейн
Яхерсфонтейн — посёлок городского типа в Южно-Африканской республике. Ближайший крупный город — Блумфонтейн (105 км. до города).
Численность населения менее 9 000 жителей.
Первоначально Яхерсфонтейн представлял собой ферму, которая затем стала городом, принадлежавшую Якову Ягеру (Jacobus Jagers), отсюда и взял своё название город. Свою ферму он продал в 1854 году. Затем там началась алмазная лихорадка, после того, как фермер Ж. Ж. де Клерк (J.J de Klerk) нашёл 50 каратный (10 г.) алмаз. Это было за три года до того, как алмазы были открыты в 130 километрах от Кимберли.
В Яхерсфонтейне шахты не разрабатывались, но там было найдено много известных сокровищ, подобно 972-х каратному (194,4 г.) алмазу Эксельсиор в 1893-м году и 650-ти каратному (127,4 г.) алмазу Рейц (Reitz) в 1895 году.
Яхерсфонтейн был одним из знаменитых рудников и вместе с рудником Koffiefontein выпустил в мир драгоценнейшие алмазы среди всех шахт до 1900 года, несмотря на то, что его славу затмили копи Кимберли (Стритер назвал эти алмазы «первой водой»).
Алмаз Рейц был назван в честь Франциска Уильяма Рейца, президента Оранжевой Республики с 1889-го по 1895-й годы, уроженца тех мест, где он обнаружен. Следующий год отмечен «бриллиантовым юбилеем», — юбилеем королевы Виктории (60-летняя годовщина со дня её коронации), поэтому алмаз был переименован в Юбилейный для напоминания об этом событии.
В трудные времена Яхерсфонтейн разорился и с тех пор алмазные копи были закрыты.